# 飞来峡

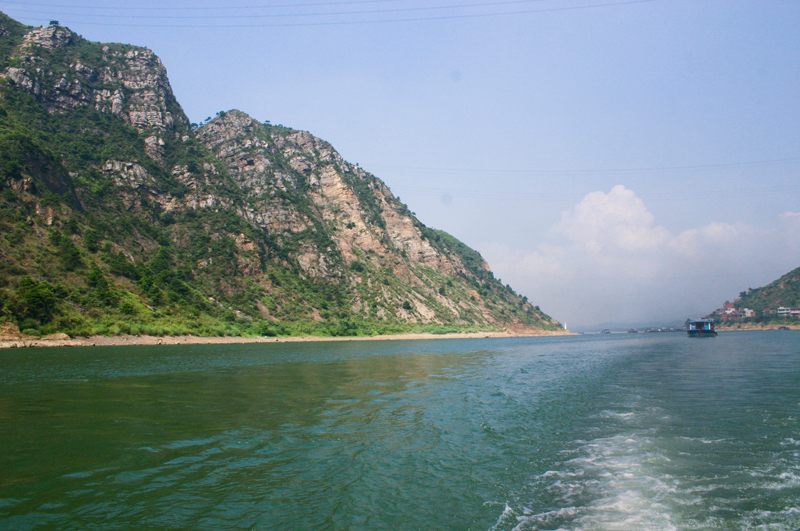
飞来峡游船

飞来峡，又名中宿峡、峡山、观峡山、寻峡等，是珠江支流北江上的一个峡谷，位于中国广东省清远市。以飞来峡为主的飞来峡风景区，又名飞霞风景区，为广东省省级风景名胜区，总面积51.2平方公里。飞来峡风景区主要的景点有飞来寺、飞霞洞、藏霞洞、锦霞禅院等。